# Dave Finlay
David J. Finlay Jr. (Belfast, 20 oktober 1958), beter bekend onder zijn worstelnaam Finlay, is een Noord-Iers halftijds professioneel worstelaar die vooral bekend is van zijn tijd bij World Wrestling Entertainment (WWE), waar hij nu werkzaam is als road-agent.

## Carrière
Finlay begon zijn carrière in Noord-Ierland, waar hij werd getraind door zijn vader die ook professioneel worstelaar was (en zelfs zijn eigen worstel promotie in Ierland heeft genoemd Ulster Championship Wrestling), voordat hij naar Groot-Brittannië ging in 1978. Hij worstelde daar voor verschillende bedrijven onder de Joint Promotions vlag, met zijn manager en toenmalige vrouw Princess Paula aan zijn zijde. Finlay won zijn eerste titel toen hij Allan Kilby versloeg op 9 juni 1982 en won zo de Joint Promotions British Heavy Middleweight titel. Hij won en verloor de titel steeds opnieuw voor de rest van het jaar, maar in het begin van 1983 verloor hij hem voor de laatste maal. Finlay won een toernooi om de nieuwe Britse Light Heavyweight kampioen te kronen, een beschikbare titel op dat moment waarbij hij British Legend Ringo Rigby versloeg in de finale.
Finlay verloor die titel snel, maar veroverde een andere, waarbij hij Marty Jones versloeg om de "World Mid-Heavyweight titel" te winnen, hoewel de titel nooit Groot-Brittannië heeft verlaten. Later in dat jaar versloeg Finlay opnieuw Marty Jones en won weer de British Light Heavyweight titel. Tijdens '83 en '84 was Fit altijd aan het vechten voor een titel of hij was er een aan het verdedigen.
Hij kreeg bekendheid door een grote Britse titel te winnen; All-Star's British Heavyweight Championship. Finlay kwam ook vaak op het World of Sport programma als David "Fit" Finlay.
Tijdens deze periode begon Finlay ook in Duitsland te worstelen, voor een van de grootste bedrijven in Europa, de Catch Wrestling Association. Terwijl hij de All-Star titel behield vormde hij een team met zijn oude rivaal Marty Jones om de CWA tag titels te winnen van Tony St. Clair (de man waarbij hij de All-Star titel had gewonnen) en zijn partner Miles Zrno. Nadat hij de All-Star titel verloor aan Dave Taylor, begon Fit zich meer te richten op CWA waarbij hij meerdere titels won en kreeg hij internationale bekendheid, waarbij hij naar Japan en Mexico reisde. Op een Japanse reis vormde hij een succesvol team met Chris Benoit die toen bekendstond als "The Pegasus Kid".

### World Championship Wrestling
Tot zijn huidige periode in de WWE stond Finlay het best bekend in de Verenigde Staten voor zijn tijd in World Championship Wrestling (WCW) van 1995-2000, eerst als The Belfast Bruiser en later als "Fit" Finley. Zijn ster was rijzende toen hij verrassend won van Eddie Guerrero op WCW Thunder via count-out. Kort daarna knipte hij zijn donkere, vette matje af en verruilde deze voor een kortharige, blonde look en ging een kampioenschap najagen. Hij vond succes in 1998 en won het WCW World Television Championship en had een vete met onder andere Chris Benoit en Booker T. Niet lang daarna was hij een goede midcarder met zijn nieuwe naam in spelling en uitspraak Fit Finlay.
Aan het einde van zijn tijd voor WCW won hij een "Hardcore Junkyard Invitational" tijdens Bash at the Beach, en won een "hardcore trophy". Hij liep kort daarna een slecht doorgescheurde zenuw in zijn been op in een hardcore match tijdens een house show in juli wat hem bijna het gebruik van zijn been kostte. Hij worstelde tegen Brian Knobbs, werd tegen een tafel in de hoek van de ring aangegooid en de tafel brak in stukken en sneed in zijn been. Hij kreeg het gebruik van zijn ledemaat terug en kwam later in het jaar terug, maar op dat moment was alle bekendheid die hij had gekregen van de Junkyard Invitational weg, In 2000 vormde Finlay een trio van "Hardcore Soldiers" met Brian Knobbs en Al Green. Na de terugkeer van Eric Bischoff en Vince Russo aan de macht bij WCW, was hij vrijwel vergeten op TV.

### World Wrestling Entertainment
Nadat hij de WCW versloeg worstelde Finlay in onafhankelijke promoties voordat hij met pensioen ging om een road agent en trainer voor de WWE Diva's te worden in de WWE.
Finlay begon aan een comeback te werken in 2004 en promo's voor zijn terugkeer naar de ring werden uitgezonden in december 2005. Zijn gimmick was die van een trotse Ier die van vechten houdt. Zijn eerste uitgezonden WWE match was op 20 januari 2006 tijdens SmackDown! tegen Matt Hardy die eindigde in een verlies door diskwalificatie voor Finlay. Na de match, sleurde Finlay Hardy naar de stalen trap voor de ring en schopte hem met zijn laars in het gezicht, waardoor hij zichzelf als heel neerzette. Dit hielp hem aan zijn bijnaam "The Fighting Irish Bastard". Een gedenkbare SmackDown! mengde Finlay zich in een Junior's Division match en vernederde hij de deelnemers.
Finlay maakte snel naam op het SmackDown! rooster. Gedurende februari en maart van 2006 was Finlay betrokken bij een intense vete met Bobby Lashley waarbij het paar op meerdere momenten vocht, waaronder in een Lumberjack match die Finlay won. Tijdens deze tijd begon Finlay een shillelagh als wapen te gebruiken.
Op 2 april 2006 nam Finlay deel aan zijn eerste WrestleMania, WrestleMania 22, Finlay vocht tegen vijf andere WWE Superstars van zowel WWE Raw als SmackDown! in een Money in the Bank ladder match. Deze match werd uiteindelijk gewonnen door Raws Rob Van Dam.
Finlay zou vervolgens deelnemen aan het King of the Ring toernooi op Smackdown!, Finlay versloeg zijn eerste ronde tegenstander Chris Benoit voor hij werd verslagen door zijn rivaal Lashley, die verderging tot de finales tijdens Judgment Day. Finlay zou de andere finalist, Booker T, om Lashley te verslaan in de finale.
Aan het begin van de aflevering van SmackDown! op 26 mei werd Finlay vergezeld door The Little Bastard die vanonder de ring kwam om Finlays tegenstanders aan te vallen. The Little Bastard ging door met het aanvallen van Finlays tegenstanders met of zonder Finlays toestemming voor verschillende weken. Finlay voegde zich toen samen met William Regal tot de loyale mededingers van een nieuw hernoemde King Booker en zijn Court. Tijdens de periode als deel van het court, won Finlay van de World Champion Rey Mysterio in een non-titelmatch, voordat hij de belangrijkste rivaal van het Court Bobby Lashley verloeg voor zijn WWE United States Championship. Finlay versloeg William Regal tijdens The Great American Bash om zijn titel te behouden, met hulp van The Little Bastard.
In 2011 is hij met pensioen gegaan als worstelaar, maar was nog wel actief als Road-Agent. Hij is ontslagen door de WWE op 29 maart 2011.

## In worstelen
.
- Finishers
  - Celtic Cross

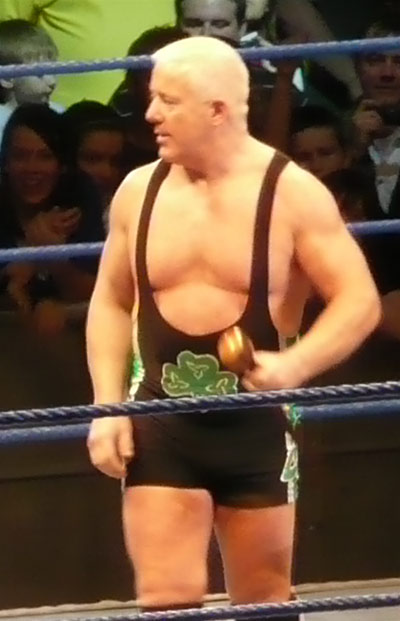
Finlay met zijn Shillelagh

  - Celtic Knot (Modified Indian deathlock)
  - Kneeling belly to belly piledriver
- Signature moves
  - Big boot to a seated or kneeling opponent
  - Elevated Boston crab
  - European uppercut
  - Gutwrench suplex
  - Headlock
  - Inverted atomic drop
  - Inverted facelock backbreaker
  - Leg drop
  - Low–angle dropkick to a seated or kneeling opponent
  - Rolling Hills (Rolling fireman's carry slam)
  - Running seated senton
  - Short–arm clothesline
  - Single arm DDT
  - Snapmare followed by a seated surfboard
  - Spear to a cornered opponent
- Kenmerkend wapen
  - Shillelagh
- Worstelaars managed
  - The Dog
  - Brian Knobbs
  - Lord Steven Regal
  - Hornswoggle
- Quotes
  - "My name is Finlay and I love to fight!" (Mijn naam is Finlay en ik hou van vechten!)
  - "Finlay! That's my name!" (Finlay! Dat is mijn naam!)
  - "The name's Finlay! Remember it!" (De naam is Finlay! Onthoud dat!)
  - "My name is Finlay, and I give a new meaning to the term, Fighting Irish" (Mijn naam is Finlay, en ik geef een nieuwe betekenis aan de term, Iers Vechten.)
  - "My name is Finlay, some people call me a Fighting Irish Bastard, but not to my face." (Mijn naam is Finlay, sommige mensen noemen me een Fighting Irish Bastard, maar niet in mijn gezicht.)
  - "The Little Bastard stole my Guinness. I'll kill him!" (De Little Bastard (Hornswoggle) stal mijn Guinness. Ik vermoord hem!)

## Erelijst
- All–Star Promotions
  - British Heavyweight Championship (1 keer)
- British championships
  - World Middleweight Championship (4 keer)
- Catch Wrestling Association
  - CWA Intercontinental Heavyweight Championship (1 keer)
  - CWA World Tag Team Championship (1 keer met Marty Jones)
- Commonwealth championships
  - CW British Commonwealth Heavyweight Championship (1 keer)
  - CW World Middleweight Championship (4 keer)
- Fighting Spirit magazine
  - LL Cool J Award (2006)
- Irish championships
  - Irish National Championship (1 keer)
- Joint promotions
  - British Heavy Middleweight Championship (5 keer)
  - British Light Heavyweight Championship (2 keer)
- World Championship Wrestling
  - WCW World Television Championship (1 keer)
  - Hardcore Junkyard Invitational Trophy
- World Wrestling Entertainment
  - WWE United States Championship (1 keer)